# هکنباخ
هکنباخ (به آلمانی: Heckenbach) یک شهر در آلمان است که در اهرویلر واقع شده‌است. هکنباخ ۲۴۲ نفر جمعیت دارد.